# Aleksandrija Mitrović
Aleksandrija Mitrović (serbisch-kyrillisch Александрија Митровић, * 14. April 2004) ist eine serbische Leichtathletin, die sich auf den Dreisprung spezialisiert hat.

## Sportliche Laufbahn
Erste Erfahrungen bei internationalen Meisterschaften sammelte Aleksandrija Mitrović im Jahr 2020, als sie bei den U20-Balkan-Hallenmeisterschaften in Istanbul mit übersprungenen 1,70 m den neunten Platz im Hochsprung belegte. Im Jahr darauf gelangte sie bei den U20-Balkan-Hallenmeisterschaften in Sofia mit 1,73 m den sechsten Platz und 2022 gewann sie bei den U20-Balkan-Meisterschaften in Denizli mit 12,78 m die Silbermedaille im Dreisprung. Im Jahr darauf gelangte sie bei den Balkan-Meisterschaften in Kraljevo mit 13,43 m auf den siebten Platz im Dreisprung und anschließend gewann sie bei den U20-Europameisterschaften in Jerusalem mit 13,40 m die Bronzemedaille. 2024 belegte sie bei den Balkan-Hallenmeisterschaften in Istanbul mit 13,39 m den siebten Platz und im Mai gelangte sie bei den Freiluft-Balkan-Meisterschaften in Izmir mit 13,21 m auf Rang zwölf. Im Jahr darauf siegte sie mit 13,59 m bei den Balkan-Hallenmeisterschaften in Belgrad. Im Juli gewann sie bei den U23-Europameisterschaften in Bergen mit 13,84 m die Bronzemedaille hinter der Rumänin Alexia Dospin und Clémence Rougier aus Frankreich.
2023 wurde Mitrović serbische Meisterin im Dreisprung im Freien sowie 2024 und 2025 in der Halle.

## Persönliche Bestleistungen
- Hochsprung: 1,77 m, 26. September 2020 in Sremska Mitrovica
- Dreisprung: 13,92 m (+2,0 m/s), 7. Juni 2025 in Alexandria